# 国石

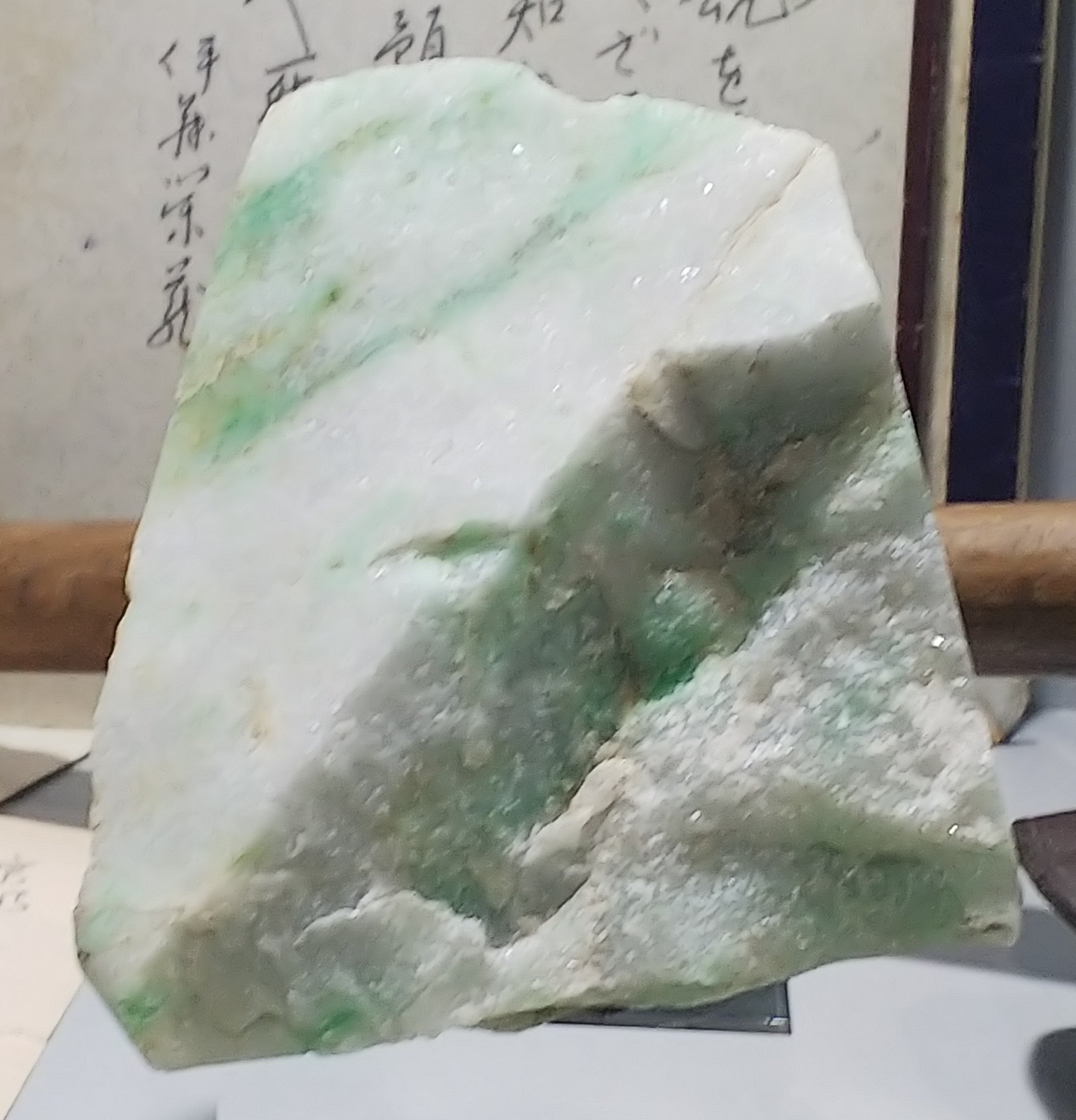
日本の国石となった硬玉翡翠（原石）

国石（こくせき）とは、その国家を代表・象徴する石（宝石）のことを言う。
多くの国が自国で産出した宝石を象徴としているが、ギリシャ、アメリカ合衆国、イギリスなど自国では産出しない宝石を象徴にあげている国もある。

## 世界各国の国石一覧
| 国名             | 石                                         | 由来 |
| ---------------- | ------------------------------------------ | --- |
| 日本             | 翡翠(ヒスイ輝石及びヒスイ輝石岩) （※水晶） | ・2016年に日本鉱物科学会が記念事業として選定した。 ・縄文時代から宝飾品などとして使われてきたことから。 （※水晶は、1913年にアメリカ人鉱物学者 G. F. Kunz(ジョージ・フレデリック・クンツ)が著した本で決めたことから。 ） |
| アメリカ合衆国   | サファイア                                 | 産地ではない。クンツが提唱した、国旗の色にちなむなど諸説ある。 |
| アラブ首長国連邦 | 真珠                                       | バーレーン諸島沿岸が真珠の産地であったことから。 |
| アルジェリア     | 珊瑚                                       | 地中海でサンゴを産出していたが、現在ほぼ枯渇。 |
| イギリス         | ダイヤモンド                               | 産地ではないが世界的なダイヤモンドの名品の多くを英国王室が所有している。 |
| イタリア         | 珊瑚                                       | 地中海でサンゴを産出していたが、19世紀にほぼ枯渇。 珊瑚工芸技術は日本より原木を輸入し存続した。後に日本から工芸士もサンゴ細工の専門学校に留学している。                                                                 |
| イラン           | トルコ石                                   | トルコ石の産地。古くから幸運の象徴とされていた。 |
| インド           | 真珠                                       | ポーク海峡周辺が産地である。 |
| ウズベキスタン   | ラピスラズリ                               | 産地ではないが重要な交易品であったことから。 |
| ウルグアイ       | アメジスト                                 | アメジストの産地。 |
| エジプト         | ペリドット                                 | ペリドットの産地。王家が太陽の象徴として好んだ石である。 |
| オーストラリア   | オパール                                   | オパールの産地。 |
| オーストリア     | オパール                                   | オパールの産地であるハンガリーと二重帝国であったことから。 |
| オランダ         | ダイヤモンド                               | ダイヤモンド研磨技術の発祥の地である。 |
| 韓国             | アワビ真珠                                 | 『宝石と鉱物の文化誌』より。紫水晶とされることもある。 |
| ギリシャ         | サファイア                                 | 産地ではないが、青い海のイメージ。 |
| コロンビア       | エメラルド                                 | エメラルドの産地。 |
| スイス           | 水晶                                       | 水晶の産地。また、水晶振動子を使う時計産業でも有名。 |
| スウェーデン     | カーネリアン                               | カーネリアンを材料にするカメオ細工を伝統工芸としていたことから。 |
| スリランカ       | 猫目石 （キャッツアイ）                    | キャッツアイの産地。 |
| タイ             | ルビー                                     | ルビーの産地。 |
| チェコ           | ガーネット                                 | ガーネットの産地。 |
| チリ             | ラピスラズリ                               | ラピスラズリの産地。 |
| 中国             | 玉                                         | 法的に定められてはいない。 |
| デンマーク       | サードニクス                               | カメオ細工が盛んであったことから。 |
| ドイツ           | 琥珀                                       | バルト海沿岸は琥珀の産地として有名であるから。 |
| トルコ           | トルコ石                                   | 産地ではないが重要な交易品であったことから。 |
| ニュージーランド | ヒスイ                                     | ヒスイ（ネフライト）の産地。マオリの人々が古くから親しむ石だったことから。 |
| ノルウェー       | カーネリアン                               | カーネリアンを材料にするカメオ細工を国の伝統工芸としていたことから。 |
| パナマ           | メノウ                                     | 産地であることから。 |
| ハンガリー       | オパール                                   | オパールの産地。 |
| ミャンマー       | ルビー                                     | ルビーの産地。 |
| フィリピン       | 真珠                                       | 群島国家として海に関係する宝石を選定したことから。 |
| フランス         | 真珠                                       | 歴代の王妃が真珠を好んだことから。 |
| ペルー           | エメラルド                                 | エメラルドの産地。インカ帝国時代は数多くのエメラルドを所持していた。 |
| ベルギー         | 水晶                                       | |
| ボリビア         | ラピスラズリ                               | ラピスラズリの産地。 |
| ルーマニア       | 琥珀                                       | 琥珀の産地。 |
| ロシア           | ガーネット                                 | 帝政ロシア時代にウラル山脈から産出されるロードライト・ガーネットを国の象徴としていた。 |
| モロッコ         | 珊瑚                                       | |
| マダガスカル     | モルガナイト                               | |